# Primer plano (programa de televisión mexicano)
Primer plano fue un programa de televisión mexicano semanal emitido por IPN Once TV México, que se dedicaba a analizar el entorno político principalmente de México. Fue conducido por los analistas María Amparo Casar, Sergio Aguayo, Lorenzo Meyer, José Antonio Crespo, Francisco José Paoli Bolio y Leonardo Curzio.
Fue el programa de televisión de análisis político más longevo de México.[cita requerida] Ha inspirado a otros programas de televisión similares en la televisión abierta comercial, como Entre Tres de TV Azteca, cuyos panelistas formaron parte de Primer Plano.

## Historia
Primer plano emitió su primer programa el 4 de octubre de 1999 en la señal de Canal Once de la Ciudad de México. El panel original estaba formado por Carlos Castillo Peraza, político miembro del Partido Acción Nacional (PAN) y presidente del partido entre 1993 y 1996; Carlos Elizondo Mayer-Serra, politólogo y entonces director general del Centro de Investigación y Docencia Económicas (CIDE); Lorenzo Meyer, historiador de El Colegio de México y entonces columnista del diario Reforma; Federico Reyes Heroles, analista político y director fundador de la revista Este País; y Jesús Silva-Herzog Márquez, polítólogo y también colaborador de Reforma.
El 8 de septiembre de 2000, fallece Castillo Peraza y el programa le dedica una emisión especial. En su lugar, se incorpora Francisco José Paoli Bolio, también de afiliación panista. Entre 2001 y 2002, Lorenzo Meyer se ausenta temporalmente del programa y se incorporan la periodista Carmen Aristegui y el politólogo Sergio Aguayo. En 2002 se integran al panel el analista Leonardo Curzio, el politólogo José Antonio Crespo y la académica Blanca Heredia Rubio; mientras que Federico Reyes Heroles, Carlos Elizondo Mayer-Serra y Jesús Silva-Herzog salen del programa. Posteriormente, integrarían el programa del mismo formato Entre tres en Televisión Azteca.[cita requerida] En 2004, sale Blanca Heredia y en octubre, se integra el político y académico Agustín Basave Benítez, quien había concluido su encargo como Embajador de México en Irlanda en la administración de Vicente Fox. 
El 27 de junio de 2005, Carmen Aristegui se despide del programa para iniciar la conducción de Aristegui por la cadena CNN en Español. El 24 de abril de 2006, Agustín Basave se despide del programa para continuar con su carrera política. El 15 de mayo de 2006, se incorpora la politóloga del CIDE María Amparo Casar, con lo que se define la composición del panel que prevalece en la actualidad.
El 30 de septiembre de 2024 se emitió su último panel con Curzio, Meyer, Aguayo y Paoli analizando el final de la administración de Andrés Manuel López Obrador y haciendo un recuento de los 25 años del programa. Posteriormente, José Antonio Crespo en su columna del diario El Universal señaló la erosión en la diversidad de opiniones a lo largo del gobierno de López Obrador y la celebración del fin de la emisión por parte de sus simpatizantes.

## Panelistas actuales
| Nombre                                  | Profesión |
| --------------------------------------- | --- |
| Lorenzo Meyer (1999-2024)               | Analista político, panelista, columnista y escritor. Es profesor e investigador de tiempo completo en el Centro de Estudios Internacionales de El Colegio de México desde 1970. Actual columnista del diario El Universal. |
| Francisco Paoli Bolio (2000-2024)       | Analista político, escritor y político en retiro, miembro del PAN hasta 2009. Fue comisionado para el Desarrollo Político de la secretaría de Gobernación, diputado federal, investigador del Instituto de Investigaciones Jurídicas de la UNAM, presidente de la Cámara de Diputados (1999-2000), abogado general de la UAM (1988-1990), rector de la UAM Xochimilco (1982-1986). Ha colaborado en la revista Proceso y en diversos periódicos como La Jornada, El Financiero, El Universal y Diario de Yucatán. |
| Sergio Aguayo Quezada (2001-2024)       | Politólogo y escritor. Es profesor investigador del Centro de Estudios Internacionales de El Colegio de México desde 1977. Ha escrito docenas de libros y artículos académicos sobre seguridad nacional, política exterior de Estados Unidos, relaciones México-Estados Unidos, refugiados, derechos humanos y democratización. Actual columnista del diario Reforma. |
| José Antonio Crespo Mendoza (2002-2024) | Panelista desde 2002. Analista político, columnista y escritor. Actualmente es investigador del CIDE y articulista del diario El Universal. |
| Leonardo Curzio (2002-2024)             | Analista político, conductor de radio y televisión. Es miembro del Sistema Nacional de Investigadores y autor de diversos libros. Es profesor en el CIDE. Actual articulista del diario El Universal. |
| María Amparo Casar (2006-2024)          | Ganadora del King's College Prize en 1979. Es catedrática e investigadora del Departamento de Estudios Políticos del Centro de Investigación y Docencia Económicas (CIDE), desde 1979. Actual columnista del diario Excélsior. |